# Souverains anonymes
Souverains anonymes est une émission de radio, créée en décembre 1989. Elle est produite, réalisée et animée par Mohamed Lotfi avec un groupe de détenus de la prison de Bordeaux, à Montréal. En décembre 2019, celui-ci annonce que l'émission cessera en mars 2020.

## Concept de l'émission
Les détenus participant à l'émission accueillent un invité, souvent des artistes mais aussi des personnalités des médias, de la politique, de l'action sociale et autres, avec des textes et des chansons de leur crû, écrits et composés expressément pour l'occasion.
L'enregistrement a lieu dans un studio radiophonique aménagé dans un local de la prison. L'émission a été diffusée par plusieurs stations FM du Québec, ainsi que sur le site de l'émission Souverains anonymes.
Depuis les débuts de l'émission, quelque 20 000 détenus de la prison de Bordeaux et 800 invités ont participé aux Souverains anonymes. 
Depuis janvier 2013, Souverains anonymes est également devenu une webtélé avec le projet La vie devant soi. 
Aujourd'hui, avec le projet webtélé La vie devant soi, seul Radio Centre-Ville continue à diffuser la formule radiophonique du programme. Le site internet a pris la relève de la diffusion autant pour l'émission radio que pour le projet webtélé.

## Historique et récompenses
Mohamed Lotfi fait de la radio depuis 1985. La première rencontre avec les détenus de Bordeaux a eu lieu le 11 décembre 1989 et il leur posa la question : « Qu'auriez-vous à dire devant un micro de radio ? ». 
Le dimanche 4 janvier 1990, la radio CHAA FM diffusait la première émission des Souverains anonymes.   
Depuis 1989, quelque 20 000 détenus ont pris la parole devant le micro, ce qui représente 3 500 heures enregistrées, 600 émissions, 1 000 heures montées et diffusées par une vingtaine de radios communautaires au Québec, au Canada et en France. Quelque 1 000 bénévoles, dont 600 invités, la plupart des artistes, ont également participé à l'émission.
Déjà en 1990, un an après son début Souverains anonymes et son réalisateur ont reçu le prix Réalisateur de l'année de Gens de la Radio.
En 2009, Souverains anonymes a été nommé Œuvre magistrale par le Trust canadien pour la préservation du patrimoine audiovisuel. (Au même titre que des grandes œuvres audiovisuelles comme Point de mire de René Lévesque ou Les Ordres de Michel Brault).
En 2013, la Société de criminologie du Québec a accordé son premier prix Coup de cœur à Souverains anonymes. 
En 2014, Souverains anonymes et son réalisateur Mohamed Lotfi ont reçu la médaille de l'Assemblée Nationale. 
Autres projets et évènement réalisés avec les Souverains anonymes :
- 1993 : Chanson thème de l'émission sur une musique de Jean-Pierre Limoges ;
- 1994 : « Concert carcéral rap », projet musical avec Jean-Pierre Limoges ;
- 1995 : Studio radio-TV bien équipé, monté par Jacques Fraser et Marc Provencher ;
- 1995 : « Plan de sortie », 18 émissions de télé communautaire sur le thème emploi et prison ;
- 1994 : Concours de chansons et de poésie qui a duré trois ans et donné quelque 450 textes ;
- 1997 : Libre à vous, un album de chansons enregistré au studio des Souverains anonymes à Bordeaux d'après les textes de détenus avec la participation d'une cinquantaine d'artistes et musiciens ;
- 1999 : Site des Souverains, une sorte de centre de documentation multimédia de l'expérience "Souverains anonymes". Ce projet est la suite logique d'une démarche d'ouverture de personnes incarcérées à la communauté ;
- 2002 : Des hommes de passage, un documentaire de Bruno Boulianne ;
- 2005 : Émission spéciale de 24 heures pour souligner le 15e anniversaire ;
- 2009 : Radio Souverains, une nouvelle page web qui offre au public la possibilité d'écouter les émissions Souverains anonymes sans attendre le téléchargement des émissions ;
- 2009 : Rap des hommes rapaillés, projet musical adressé particulièrement aux jeunes issus des gangs de rue pour leur permettre  de faire des leçons de rue, des leçons de vie ;
- 2013 : La vie devant soi, un projet webtélé qui a pour objet d'offrir aux détenus d'envisager leur avenir et l'exprimer devant la caméra[6] ;
- 2014 : 25 ans le 11 décembre 2014[7]. https://www.youtube.com/watch?v=4AYf9HAsuUc&feature=youtu.be

## Invités
Parmi les invités de l'émission figurent notamment : Albert Jacquard, Céline Dion, Cesária Évora, Louise Harel, Michaëlle Jean, Hubert Reeves, l'Abbé Pierre, Daniel Bélanger, Michel Faubert, Gaston Miron, Lhasa de Sela, Richard Séguin, Macha Grenon, Luc De Larochellière, Michel Chartrand, Gilles Duceppe, Armand Vaillancourt, Dan Bigras, Richard Desjardins, Andrée Lachapelle, Karen Young, Jean-Claude Germain, Pascale Bussières, René Villemure, Nedjim Bouizzoul, Jacques Mabit (es).

### Filmographie
- Des hommes de passage, documentaire de Bruno Boulianne, 2002, 43 min,

### Discographie
- Libre à vous, 1997. Textes des Souverains anonymes interprétés par Michel Rivard, Claire Pelletier, Richard Séguin, Luck Mervil, Pol Pelletier, Éric Lapointe. Réalisation : Pierre Duchesne, Claire Pelletier, Richard Séguin, Mohamed Lotfi.